# Кузнецов, Олег Владимирович (хоккеист)
Олег Владимирович Кузнецов (род. 31 августа 1973, Ижевск) — советский и российский хоккеист, защитник. Мастер спорта. Тренер.

## Биография
Начал заниматься хоккеем в шесть лет в Ижевске, воспитанник «Ижстали». Начинал играть в этой команде сезоне 1988/89 первой лиги. Со следующего сезона — в «Прогрессе» Глазов. В декабре 1992 года перешёл в ЦСК ВВС-«Маяк» Самара. В дальнейшем играл за клубы «Карлскруна» (Швеция), «Ижсталь» (1999/2000), «Беркут» Киев (Украина, 1999/2000), «Липецк» и «Дизелист» Пенза (обе — 2000/01).
Окончил Тольяттинский государственный университет по специальности «физическая культура и спорт», Высшую школу тренеров (Москва, 2008).
В конце 2000-х работал тренером в командах ЦСК ВВС 1993 и 1990 годов рождения. Старший тренер «Кометы»-2004 (Самара, 2012—2019). Старший тренер «Кометы-Юниор» (2019—2022), тренер в ЦСК ВВС (с 2022).